# Nachhaltige Entwicklung in Deutschland
Nachhaltige Entwicklung in Deutschland bezeichnet einen Bericht des Statistischen Bundesamtes, in dem die Nachhaltigkeitspolitik mithilfe von Nachhaltigkeitsindikatoren bewertet und beobachtet wird. Der Bericht erscheint zweijährlich.

## Grundlage
Die Bundesregierung hat auf Grund der Agenda 21 eine Strategie erarbeitet, um dem Leitbild „Nachhaltige Entwicklung ist eine Entwicklung die den Bedürfnissen der heutigen Generation entspricht, ohne die Möglichkeiten künftiger Generationen zu gefährden, ihre eigenen Bedürfnisse zu befriedigen.“ [Der Weltkommission für Umwelt und Entwicklung („Brundtland-Kommission“, 1987)] gerecht zu werden.
Diese Indikatoren werden seither von dem Statistischen Bundesamt regelmäßig ausgewertet. Basierend auf den „Perspektiven für Deutschland – unsere Strategie für eine nachhaltige Entwicklung“, herausgegeben von der Bundesregierung, erfolgt eine Untergliederung in vier Kapitel mit jeweiligen Unterkapiteln. Der Rat für Nachhaltige Entwicklung begleitet die nationale Nachhaltigkeitsstrategie.

## Aufbau
Insgesamt wurden die folgenden 21 Indikatoren festgelegt:
Generationengerechtigkeit
1. Ressourcenschonung – Ressourcen sparsam und effizient nutzen
a. Energieproduktivität
a. Rohstoffproduktivität
2. Klimaschutz – Treibhausgase reduzieren
a. Treibhausgasemissionen (Kyotogase) in CO2-Äquivalenten
3. Erneuerbare Energien – zukunftsfähige Energieversorgung ausbauen
a. Anteil erneuerbare Energien am Energieverbrauch
4. Flächeninanspruchnahme – nachhaltige Flächennutzung
a. Anstieg der Siedlungs- und Verkehrsfläche in ha pro Tag
5. Artenvielfalt – Arten erhalten, Lebensräume schützen
a. Artenvielfalt und Landschaftsqualität, Indizes (siehe z. B. Farmland Bird Index)
6. Staatsverschuldung – Haushalt konsolidieren – Generationengerechtigkeit schaffen
a. Staatsdefizit
7. Wirtschaftliche Zukunftsvorsorge – gute Investitionsbedingungen schaffen – Wohlstand dauerhaft sichern
a. Verhältnis der Bruttoanlageinvestitionen zum BIP
8. Innovation – Zukunft mit neuen Lösungen gestalten
a. Private und öffentlich Ausgaben für Forschung und Entwicklung (in Prozent des BIP)
9. Bildung – Bildung und Qualifikation zwecks häufigerer und stärkerer Nachhaltigkeit in der Lebenswelt kontinuierlich verbessern
a. 18- bis 24-Jährige ohne Abschluss
b. 25-Jährige mit abgeschlossener Hochschulbildung
c. Studienanfängerquote.
Lebensqualität
10. Wirtschaftlicher Wohlstand – Wirtschaftsleistung umwelt- und sozialverträglich steigern
a. BIP je Einwohner in Preisen von 2000
11. Mobilität – Mobilität sichern, Umwelt schonen
a. Gütertransportintensität
b. Personentransportintensität
c. Anteil des Schienenverkehrs und der Binnenschifffahrt
12. Landbewirtschaftung – In unseren Kulturlandschaften umweltverträglich produzieren
a. Stickstoffüberschuss (Gesamtbilanz) kg/ha
b. ökologischer Landbau (Anteil an der Fläche in %)
13. Luftqualität – Gesunde Umwelt erhalten
a. Schadstoffbelastung der Luft in Bezug auf 1990
14. Gesundheit und Ernährung – länger gesund leben
a. Vorzeitige Sterblichkeit (vor einem Alter von 65 Jahren)
b. (frei)
c. Raucherquote von Jugendlichen und Erwachsenen
d. (frei)
e. Anteil der Menschen mit Adipositas (Fettleibigkeit)
15. Kriminalität – persönliche Sicherheit weiter erhöhen
a. Wohnungseinbruchdiebstahl, erfasste Fälle
Sozialer Zusammenhalt
16. Beschäftigung – Beschäftigungsniveau steigern
a. Erwerbstätigenquote
17. Perspektiven für Familien – Vereinbarkeit von Familie und Beruf verbessern
a. Ganztagsbetreuung für Kinder, Anteil an der Altersgruppe in %
18. Gleichberechtigung – Gleichberechtigung in der Gesellschaft fördern
a. Verdienstabstand zwischen Frauen und Männern
19. Integration – integrieren statt ausgrenzen
a. ausländische Schulabgänger mit Schulabschluss
Internationale Verantwortung
20. Entwicklungszusammenarbeit – nachhaltige Entwicklung unterstützen
a. Anteil öffentlicher Entwicklungsausgaben am Bruttonationaleinkommen
21. Märkte öffnen – Handelschancen der Entwicklungsländer verbessern
a. deutsche Einfuhren aus Entwicklungsländern (in €)

## Aktuelle Tendenzen
Anhand der aktuellen Auflage, die am 16. Juli 2009 erschien, lassen sich folgende ausgewählte Tendenzen ablesen:

### Bereich Ressourcenschonung
Durch nachhaltiges Handeln strebt die Bundesregierung eine Verdopplung der Energieproduktivität bis 2020 gegenüber dem Basisjahr 1990 an. 2008 lag die Energieproduktivität bei einem Faktor von 140,7 % im Vergleich zu 1990 (also eine Verbesserung um 40,7 %). Das weist eindeutig auf eine bereits stark verbesserte Effizienz der Nutzung hin. Dabei ist der Gesamtenergieverbrauch jedoch nur um 6,1 % gefallen. Falls sich der momentane Trend bis 2020 so fortsetzt wie bisher wird das Ziel nicht erreicht prognostiziert das Statistische Bundesamt.
Im Bereich der Rohstoffproduktivität wird eine Verdopplung bis 2020 zum Basisjahr 1994 angestrebt. Bis 2007 wurde eine Ressourcenproduktivitätssteigerung von 35,4 % umgesetzt. Gemessen wird dieser Indikator am Verbrauch von abiotischen Ressourcen (importiert und selbst erzeugt) zur Herstellung einer Einheit Bruttoinlandsprodukt. Auch hier wird bei gleichbleibender Tendenz das Ziel nicht erreicht werden können.

### Bereich Klimawandel
Deutsches Ziel ist es Treibhausgasemissionen um 40 % bis 2020 zu senken, im Vergleich zum Basisjahr 1990. Zwischen 2008 und 2012 soll das Basisjahr um 21 % unterschritten werden (im Kyotoabkommen festgelegter Wert). Bedingung hierfür ist, dass bis 2020 die EU-Gesamtemissionen um 30 % im Vergleich zu 1990 gesenkt werden, das heißt andere Staaten müssen ähnliche Ziele vorantreiben.
2007 gelang es bereits den bis 2012 geforderten Wert zu unterschreiten. So konnte der Ausstoß im Jahr 2007 um 22,3 % im Vergleich zu 1990 verringert werden. 2008 wurde eine Unterschreitung von 23,3 % registriert.

### Bereich Erneuerbare Energien
Indikatoren hier: „Anteil der erneuerbaren Energien des gesamten Primärverbrauchs“ sowie „Anteil des Stroms aus erneuerbaren Energiequellen am Bruttostromverbrauch“.
Ziel bis 2010: der Primärverbrauch soll aus 4,2 % erneuerbaren Energien bestehen, der Anteil der Stromerzeugung soll 12,5 % aus erneuerbaren Energiequellen sein. Bis 2020 soll der Anteil des Primärverbrauchs auf 10 % und der des Bruttoverbrauchs mindestens 30 % steigen.
Die Zielsetzung für 2010 wurde bereits 2005 (beim Primärverbrauch) und 2007 beim Bruttostromverbrauch erreicht.
Weitere Bereiche werden detailliert in dem Bericht des Statistischen Bundesamtes ausgeführt.